# Шилль, Отто Карл
Отто Карл Шилль (нем. Otto Karl Schill; 16 июня 1863 года, Пфорцхайм — 27 декабря 1959 года, Ориндж, штат Нью-Джерси) — американский скрипач и альтист германского происхождения.
Наиболее известен как альтист Квартета имени Бетховена, выступавший в его составе на протяжении полутора десятилетий с момента его создания в 1884 году. При участии Шилля состоялась, в частности, американская премьера 13-го квартета Антонина Дворжака 19 ноября 1896 г. в Карнеги-холле. В дальнейшем, уже покинув коллектив, Шилль продолжал присоединяться к нему для исполнения струнных квинтетов.
Шиллю принадлежит целый ряд учебных пьес, а также редакций, переложений и аранжировок — преимущественно лёгкой музыки XIX века (фантазии Жана-Батиста Синжеле, известный концерт Жана-Батиста Акколаи в обработке для скрипки и фортепиано и т. п.). Начиная с 1886 г., Шилль на протяжении многих лет держал свою музыкальную школу в Ньюарке (в которой сам преподавал скрипку, а его жена Эмма — фортепиано), в дальнейшем также преподавал в Сиракьюсском университете.